# Vendresse-Beaulne
Vendresse-Beaulne è un comune francese di 120 abitanti situato nel dipartimento dell'Aisne della regione dell'Alta Francia.

## Società

### Evoluzione demografica
Abitanti censiti